# Friska
Friska (din limba maghiară, friss, prospețime, pronunțat friș) este partea rapidă a csárdás-ului, un dans popular maghiar, sau de cele mai multe ori în "Rapsodia Ungară" a lui Liszt, care ia forma își are forma de la acest dans. Friska este, în general, fie turbulentă, fie jubilează în ton.

## Vezi și
- Lassan